# AD Alcorcón
AD Alcorcón is een Spaanse voetbalclub. Hun thuisstadion is het Santo Domingo in Alcorcón in de autonome regio Madrid. Het team speelt sinds 2010 in de Segunda División A. De Belgische zakenman Roland Duchâtelet was van januari 2014 tot juni 2019 hoofdaandeelhouder bij de club.

## Geschiedenis

### 1971-2010: Opmars naar de Segunda División A
AD Alcorcón verscheen op het professionele voetbaltoneel in 1977, zes jaar na de oprichting. Het bivakkeerde dan ruim twintig jaar in de Tercera División voordat het promoveerde naar de Segunda División B in 2000. Vanaf dat moment acteerde het tien jaar in deze divisie met matig succes: de club wist zich telkens te handhaven in of net onder de middenmoot. De hoogste klassering was een zevende plaats, behaald in de seizoenen 2002/03 en 2005/06.
Het seizoen 2009/10 werd een topjaargang voor Alcorcón. Op 27 oktober 2009 won de club in de Copa del Rey een thuiswedstrijd tegen Real Madrid met 4-0, waarmee het de Madrileense club uitschakelde in het bekertoernooi. AD Alcorcón kwam uiteindelijk tot in de achtste finale, waarin het uitgeschakeld werd door Racing Santander. Op het einde van het seizoen werd de club kampioen van de Grupo II van de Segunda División B. In de play-offs werden Pontevedra CF en Ontinyent CF uitgeschakeld, waardoor AD Alcorcón voor het eerst in de clubgeschiedenis promoveerde naar de Segunda División A.

### 2010-2022: Segunda División A
In het seizoen 2011/12 miste de club op een haar na de promotie naar de Primera División: na een vierde plaats in de competitie verloor Alcorcón met een totaalbalans van 1-2 de finale van de promotie-playoffs tegen Real Valladolid. Een seizoen later plaatste Alcorcón zich na een vijfde plaats opnieuw voor de promotie-playoffs, maar ditmaal verloor het reeds in de halve finale van Girona FC. Sindsdien eindigt de club gewoonlijk in de middenmoot van het klassement.
In het seizoen 2016/17 zette Alcorcón haar beste prestatie ooit neer in de Copa del Rey. Het bereikte de kwartfinale nadat het achtereenvolgens Getafe CF, Elche CF, RCD Espanyol en Córdoba CF uitschakelde. In de kwartfinale sneuvelde het tegen de latere finalist Deportivo Alavés.
In januari 2014 werd Roland Duchâtelet meerderheidsaandeelhouder bij de club. In juni 2019 verkocht hij de club aan David S. Blitzer (eveneens aandeelhouder bij Crystal Palace FC) en Iván Bravo (Best Navy S.L).
Het twaalfde seizoen op het tweede niveau van het Spaanse verliep heel slecht.  De ploeg vertoefde bijna het gehele seizoen op de laatste plaats en de inbreng van drie verschillende coaches kon geen soelaas brengen.  Reeds na de zesendertigste wedstrijd was, na een 3-1 verlies tegen FC Cartagena, haar lot beschoren.

### 2022-2023: Primera División RFEF
Een jaar in het amateurvoetbal, bracht de ploeg na het winnen van de play offs weer terug in de Segunda División A.

## Erelijst
- Segunda División B Grupo II

2009/2010

## Eindklasseringen
- 1972 1e
3e regionaal
- 1973 1e
2e regionaal
- 1974 2e
2e regionaal
- 1975 4e
1e regionaal
- 1976 3e
1e regionaal
- 1977 5e
1e regionaal
- 1978 19e
Tercera División
- 1979 1e
1e regionaal
- 1980 3e
Tercera División
- 1981 5e
Tercera División
- 1982 9e
Tercera División
- 1983 12e
Tercera División
- 1984 9e
Tercera División
- 1985 4e
Tercera División
- 1986 10e
Tercera División
- 1987 17e
Tercera División
- 1988 19e
Tercera División
- 1989 3e
1e regionaal
- 1990 1e
1e regionaal
- 1991 19e
Tercera División
- 1992 10e
1e regionaal
- 1993 1e
1e regionaal
- 1994 16e
Tercera División
- 1995 21e
Tercera División
- 1996 3e
1e regionaal
- 1997 2e
1e regionaal
- 1998 20e
Tercera División
- 1999 1e
1e regionaal
- 2000 5e
Tercera División
- 2001 12e
Segunda División B
- 2002 16e
Segunda División B
- 2003 7e
Segunda División B
- 2004 10e
Segunda División B
- 2005 11e
Segunda División B
- 2006 7e
Segunda División B
- 2007 11e
Segunda División B
- 2008 14e
Segunda División B
- 2009 3e
Segunda División B
- 2010 1e
Segunda División B
- 2011 9e
Segunda División
- 2012 4e
Segunda División
- 2013 5e
Segunda División
- 2014 9e
Segunda División
- 2015 11e
Segunda División
- 2016 7e
Segunda División
- 2017 18e
Segunda División
- 2018 14e
Segunda División
- 2019 14e
Segunda División
- 2020 10e
Segunda División
- 2021 17e
Segunda División
- 2022 22e
Segunda División
- 2023 2e
Primera Federación
- 2024 20e
Segunda División
- 2025 10e
Primera Federación

- Segunda División
- Primera Federación
- Segunda División B
- Tercera División
- 1e regionaal
- 2e regionaal
- 3e regionaal

## Bekende (ex-)spelers
- David Carney
- Djené Dakonam
- Sergi Enrich
- Daniel Fragoso
- Jaime Gavilán
- Laure
- Diego López
- Kelechi Nwakali
- Héctor Rodas

Grupo 1:
Amorebieta .
Andorra .
Arenteiro ·
Barakaldo . 
FC Barcelona Atlètic ·
Bilbao Athletic .
Celta B ·
Irun ·
Cultural Leonesa ·
Lugo ·
Osasuna B ·
Ourense CF .
Ponferrada ·
Segovia .
Sestao River ·
Real Sociedad B ·
Tarragona ·
Tarazona ·
Salamanca .
Zamora CF

Grupo 2:
Alcorcón .
Alcoyano ·
Algeciras ·
Antequera ·
Atlético Madrid B ·
Atlético Sanluqueño ·
Real Betis B .
Ceuta ·
Fuenlabrada ·
Hércules Alicante .
Ibiza ·
Intercity ·
Marbella ·
Mérida ·
Murcia ·
Real Madrid Castilla ·
Recreativo Huelva ·
FC Sevilla B .
Villarreal B .
Yecla